# Poste-frontière d'Erez
Pour les articles homonymes, voir Erez.

Le poste-frontière d'Erez (hébreu : מעבר ארז) est un point de passage permettant le transit entre Israël et la bande de Gaza (région palestinienne située au bord de la mer Méditerranée).

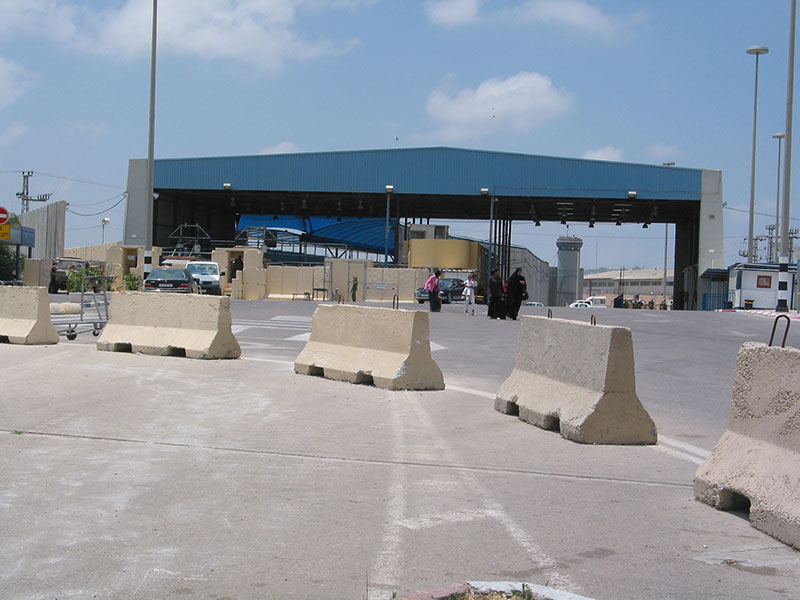
Le poste-frontière en 2005.
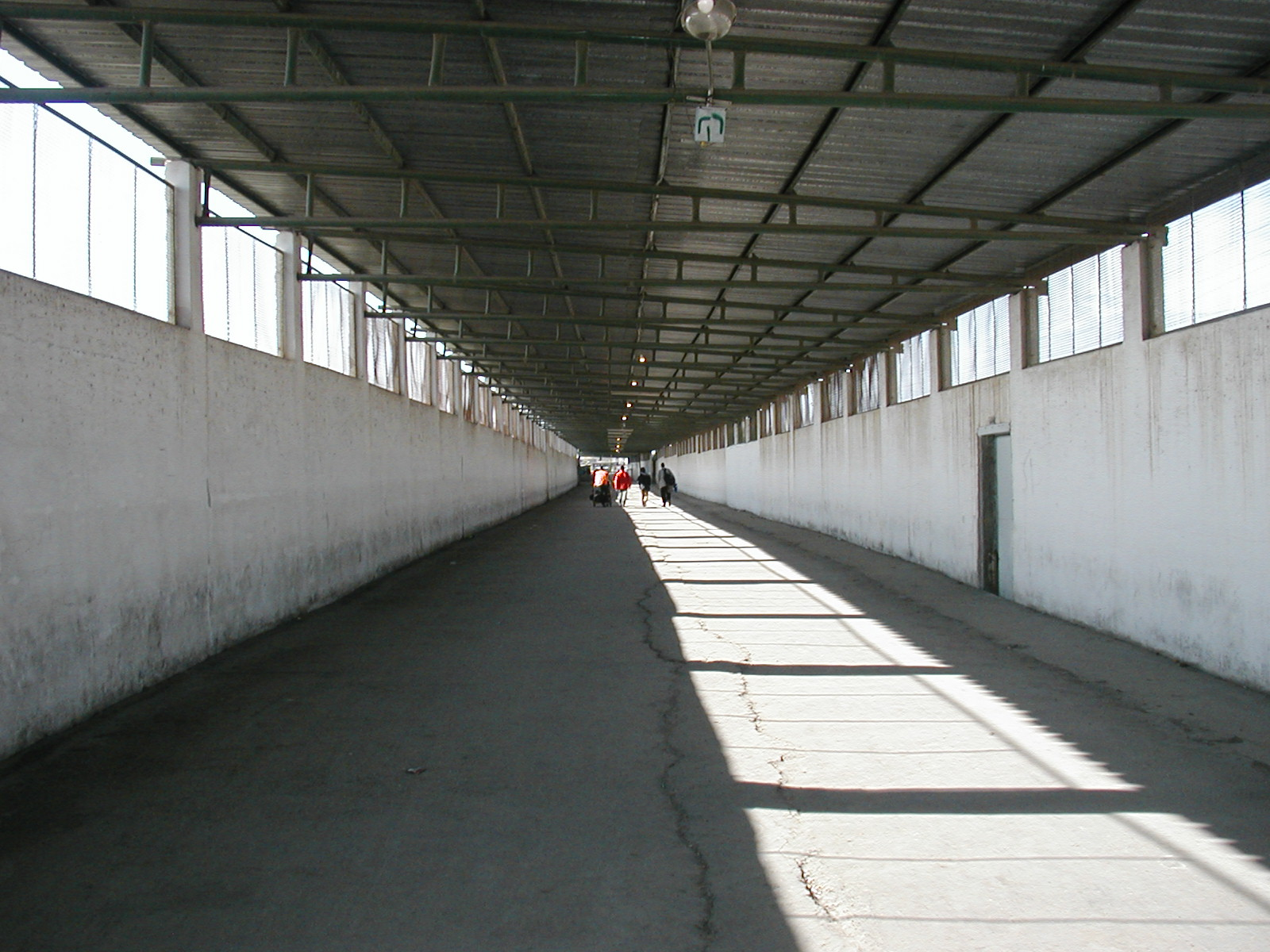
Passage du poste-frontière en novembre 2006.
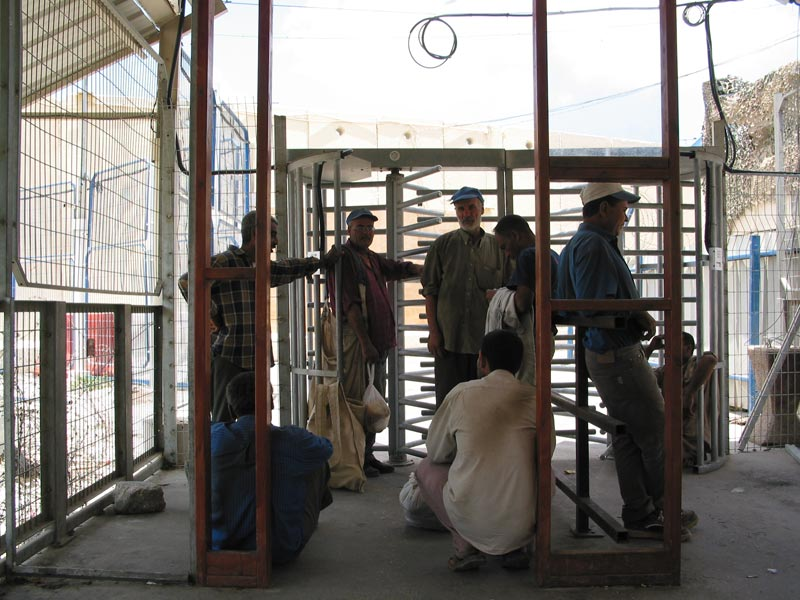
Travailleurs palestiniens attendant de rentrer à Gaza, juillet 2005.

## Présentation
C'est aussi un terminal-conteneur faisant partie de la zone industrielle d'Erez (en), du nom d'un kibboutz situé à environ 2 km à l'est.
Il est le point de départ nord de la route Salah ad-Din qui traverse la bande de Gaza jusqu'au poste-frontière de Rafah.

## Histoire

Pêcheurs égyptiens rentrant dans la bande de Gaza par le point de passage, le 16 décembre 1958.

### Fermeture du point de passage par Israël

La bande de gaza et les différents points de passage ouverts et fermés.

La fermeture du point de passage est un moyen régulièrement utilisé par Israël comme mesure de rétorsion à l'égard des Palestiniens. 

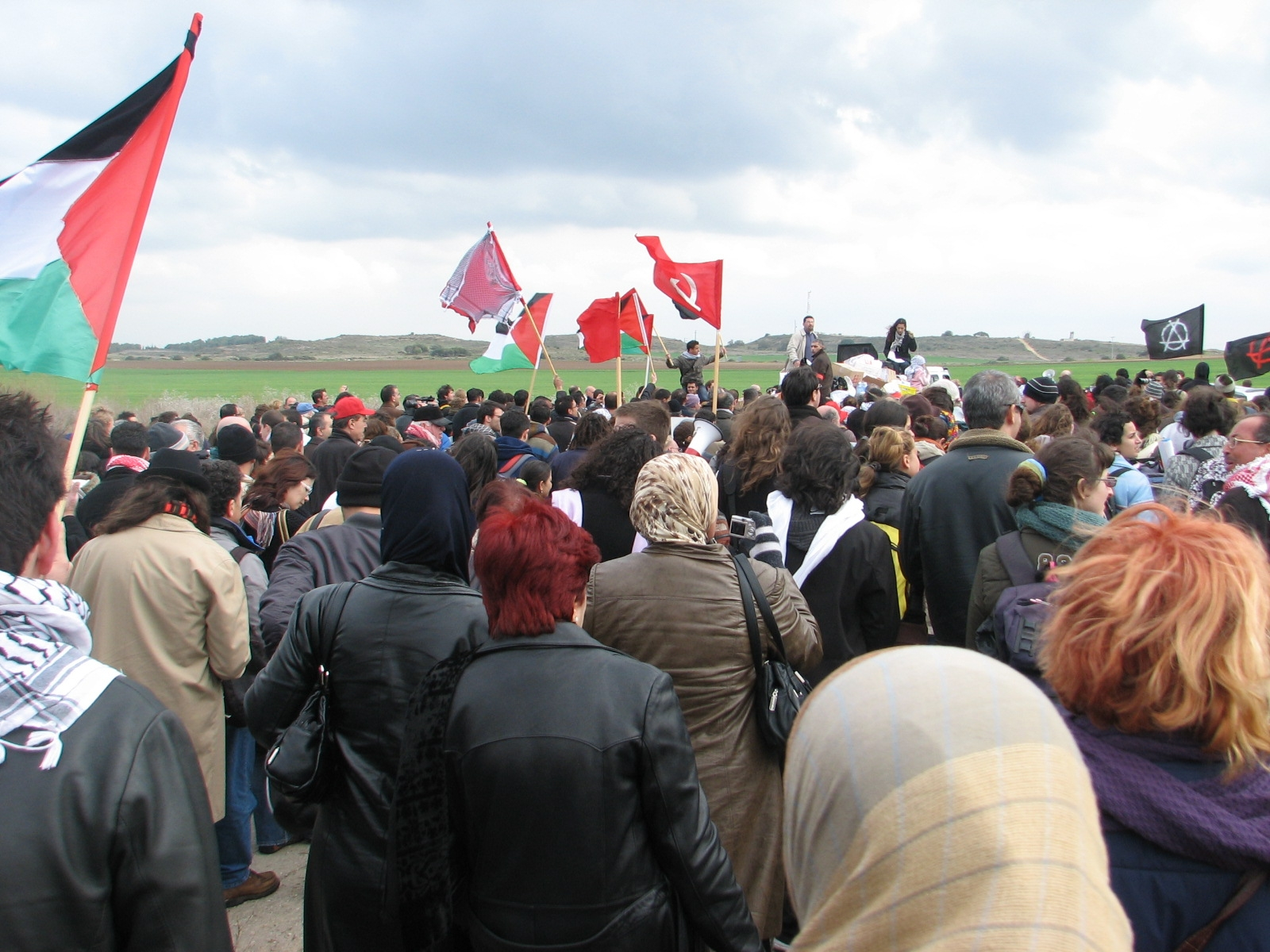
Manifestation contre la fermeture du point de passage par Israël le 26 janvier 2008.

Cette décision affecte plusieurs milliers de travailleurs qui le traversent chaque jour pour se rendre en Israël. Selon l'ONG israélienne Gisha : « Bloquer la circulation via Erez en réponse aux manifestations (...) est une punition collective illégale. »

### Attaque du Hamas contre Israël en octobre 2023
Le 7 octobre 2023, le poste frontière ainsi que la barrière de séparation entre la bande de Gaza et Israël sont pris d'assaut, partiellement détruits et occupés par des combattants du Hamas.
Le poste-frontière est rouvert par Israël pour laisser passer, au compte goutte, des camions d’aide humanitaire destinés à Gaza le 1er mai 2024,,. Puis, le 2 mars 2025, le poste-frontière est à nouveau fermé par Israël,.

## Les autres postes-frontières israélo-gazaouis
Le point de passage de Nahal Oz, au sud-est de la ville de Gaza, qui est fermé aux personnes et aux conteneurs, sert uniquement cinq fois par semaine pour des livraisons limitées de fioul. À l'exception du poste de Kerem Shalom (par où transite notamment l'aide humanitaire), tous les autres points de passage vers Israël (Karni, Sufa et Kissufim) ont été fermés.